# Jörg Buttgereit
Jörg Buttgereit, né à Berlin (Allemagne) le 20 décembre 1963, est un réalisateur allemand.

## Filmographie
- 1977 : Interview with Frankenstein (3 min)
- 1980 : Der explodierende Turnschuh (2 min)
- 1981 : Ogar der Hässliche, Manne – the Muwi (10 min), Mein Papi (version originale) (8 min)
- 1982 : Der Trend – Punkrocker erzählen aus ihrem Leben (25 min), Captain Berlin – Retter der Welt (15 min), Blutige Exzesse im Führerbunker (6 min)
- 1983 : Der Gollob (25 min)
- 1984 : J.B.'s Horror Heaven (25 min), So war das S.O. 36 (Coréalisateur avec Manfred Jelinski) (90 min)
- 1985 : Hot Love (40 min), Jesus – der Film (Episode Crucifixion) (3 min)
- 1987 : Nekromantik (70 min)
- 1989 : Der Todesking (74 min)
- 1991 : Nekromantik 2 – Die Rückkehr der liebenden Toten (104 min)
- 1992 : Corpse Fucking Art (60 min)
- 1993 : Schramm (70 min), The Making of Schramm (30 min)
- 1995 : I Can't Let Go (clip vidéo pour Shock Therapy), Ohne Traurigkeit (clip vidéo pour Fleischmann)
- 1996 : Neue Zeit (clip vidéo pour Mutter), Kondom des Grauens  (Superviseur des effets spéciaux)
- 1997 : Rise up (clip vidéo pour Die Krupps), Ein subversiver Romantiker im deutschen Horrorfilm (Documentaire), Mutter – eine deutsche Rockband (Documentaire TV), Die gläsernen Sarkophage (Documentaire TV), Das zweitälteste Kino Berlins (Documentaire TV)
- 1998 : Teenagemakeup (clip vidéo pour Dance or Die), Lexx (Épisodes Nook et 791)
- 2000 : Coconut Dream (Superviseur des effets spéciaux)
- 2001 : Missy Queen's gonna die (clip vidéo pour Toktok)
- 2002 : Die Monsterinsel (Documentaire)
- 2007 : Through the Night with Michaela Schaffrath and Mark Benecke (Documentaire), Through the Night with Asia Argento and Joe Coleman (Documentaire)
- 2008 : Monsterland
- 2009 : Captain Berlin Versus Hitler
- 2010 : Into the Night with Oda Jaune and Lars Eidinger (Documentaire)
- 2012 : A Moment of Silence at the Grave of Ed Gein
- 2013 : Monsters of Arthouse (Compilation DVD des pièces de théâtre de Buttgereit)
- 2015 : German Angst (Coréalisateur avec Andreas Marschall et Michal Kosakowski)
- 2015 : Der Mann der Godzilla fliegen ließ (11 min)
- 2020 : Schweinchen (coréalisateur avec Mark Benecke, documentaire de 20 min)